# Studio Dragon
Studio Dragon Corporation (hangul: 스튜디오드래곤 주식회사 Seutyudiodeuraegon Jusikhoesa) je jihokorejská televizní produkční společnost vlastněná společností CJ ENM. Byla založena 3. května 2016 jako vedlejší produkt divize CJ E&M Media Content Division.
Společnost se připojila k indexu KOSDAQ Korea Exchange, stejnému indexu, do kterého je zahrnuta její mateřská společnost, prostřednictvím počáteční veřejné nabídky dne 24. listopadu 2017.